# Convención de Simla

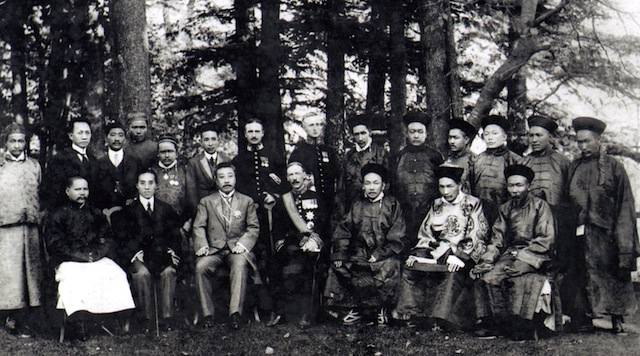
Participantes y embajadores tibetanos, británicos y chinos del Tratado de Simla en 1914.

La Convención de Simla, o la Convención entre Gran Bretaña, China y Tíbet, en Simla, fue un tratado ambiguo sobre el estatus del Tíbet, negociado por representantes de la República de China, Tíbet y Gran Bretaña en Shimla en 1913 y 1914.
La Convención de Simla dispuso que el Tíbet se dividiría en "Tíbet exterior" y "Tíbet interior". El Tíbet exterior, que correspondería aproximadamente a Ü-Tsang y al oeste de Kham, y "permanecería en manos del Gobierno tibetano en Lhasa bajo soberanía china", pero China no interferiría en su administración. El "Tíbet interior", equivaldría a Amdo y al este de Kham, y estaría bajo jurisdicción del gobierno chino. La convención en sus anexos también define la frontera entre el Tíbet y China propiamente dicha y la que existe entre el Tíbet y la India británica (esta última se conocería como la Línea McMahon).
Los tres países aprobaron una convención el 27 de abril de 1914, pero China la rechazó de inmediato. Más tarde, el 3 de julio de 1914, fue organizada una nueva convención pero solo por Gran Bretaña y el Tíbet. El embajador chino, Ivan Chen, se negó a firmarla. Los embajadores británicos y tibetanos adjuntaron una declaración bilateral que decía que la convención sería vinculante respecto a ellos y que a China le sería negado cualquier privilegio en virtud de la convención.
El trabajo de McMahon fue inicialmente rechazado por el gobierno británico por ser incompatible con la Entente anglo-rusa de 1907. Se renunció a esta última en 1921. Los británicos comenzaron a utilizar la línea McMahon en los mapas del Raj británico en 1937, y la Convención de Simla se publicó oficialmente en 1938.

## Antecedentes
Las fuerzas británicas dirigidas por Sir Francis Younghusband entraron en el Tíbet en 1904 e hicieron un tratado con los tibetanos. En 1906, el gobierno británico buscó la aceptación china de la soberanía sobre el Tíbet como parte de la Convención anglo-china sobre el Tíbet, pero fue rechazado por el enviado chino, que insistió en la soberanía. En 1907, Gran Bretaña y Rusia reconocieron la "soberanía" china sobre el Tíbet.
Después de la caída de la dinastía Qing en China, el gobierno del Tíbet en Lhasa expulsó a todas las fuerzas chinas y se declaró independiente (1913), sin embargo, esto no fue aceptado por la recién fundada República de China.

## La conferencia
En 1913, los británicos convocaron una conferencia en la residencia presidencial en Simla, la India, para discutir el estatus del Tíbet. A la conferencia asistieron representantes de Gran Bretaña, la recién fundada República de China y el gobierno tibetano en Lhasa. El embajador británico, Sir Henry McMahon, presentó el plan de dividir las áreas habitadas por tibetanos en "Tíbet interior" y "Tíbet exterior" y aplicó diferentes criterios. El "Tíbet interior", que incluía áreas habitadas por tibetanos en Qinghai, las provincias de Gansu, Sichuan y Yunnan estarían bajo la jurisdicción del gobierno chino. El "Tíbet exterior", que cubría aproximadamente el mismo área que la moderna Región autónoma del Tíbet, disfrutaría de autonomía. Se trazó una frontera entre el Tíbet y la India británica en un mapa al que hace referencia el tratado, lo que más tarde se llamaría Línea McMahon.
La frontera con los indios tibetanos se negoció en privado, en Simla, entre representantes de Gran Bretaña y el Tíbet, en ausencia de representantes chinos. Durante la conferencia de Simla, se proporcionó un mapa de la frontera india tibetana como anexo al acuerdo propuesto.
La lista adjunta a la Convención contenía más anexos. Por ejemplo, debía entenderse que "el Tíbet forma parte del territorio chino" y después de que los tibetanos seleccionaran a un dalái lama, se notificaría al gobierno chino y el enviado chino en Lhasa "comunicaría formalmente a Su Santidad los títulos de conformidad con su dignidad, que le ha sido conferida por el Gobierno chino"; que el gobierno tibetano nombraría a todos los oficiales para el "Tíbet exterior", y que el "Tíbet exterior" no estaría representado en el Parlamento chino ni en ninguna de esas asambleas.
Las negociaciones fracasaron cuando China y el Tíbet no pudieron ponerse de acuerdo sobre la frontera chino-tibetana. El embajador chino, Ivan Chen, aprobó el tratado, pendiente de confirmación por parte de su gobierno. Luego, el gobierno chino le ordenó rechazar el acuerdo. El 3 de julio de 1914, los embajadores británicos y tibetanos firmaron la Convención sin la firma china. También firmaron una declaración bilateral adicional con la afirmación de que la convención sería vinculante para ellos y que a China le sería negado cualquier privilegio en virtud del acuerdo hasta que lo firmara. Al mismo tiempo, los británicos y Lochen Shatra firmaron un nuevo conjunto de regulaciones comerciales para reemplazar a las de 1908.

## Consecuencias
La Convención de Simla fue inicialmente rechazada por el gobierno de la India por ser incompatible con la Convención anglo-rusa de 1907. El registro oficial del tratado, fue publicado con una nota que decía que no se había llegado a ningún acuerdo vinculante en Simla. Dado que la condición (acuerdo con China) especificada por el acuerdo no se cumplió, el gobierno tibetano no aceptó la línea McMahon.
Rusia y Gran Bretaña renunciaron conjuntamente a la Convención anglo-rusa en 1921, pero la línea McMahon se olvidó hasta 1935, cuando el funcionario del servicio civil Olaf Caroe reavivó el interés. The Survey of India publicó un mapa que mostraba la línea McMahon como el límite oficial en 1937. En 1938, los británicos publicaron la Convención de Simla en los Tratados de Aitchison. Un volumen publicado anteriormente fue retirado de las bibliotecas y reemplazado por un volumen que incluía la Convención de Simla junto con una nota del editor que indicaba que el Tíbet y Gran Bretaña, pero no China, habían aceptado el acuerdo como vinculante. El volumen de reemplazo tenía una fecha de publicación falsa de 1929.
En abril de 1938, una pequeña fuerza británica dirigida por el capitán G. S. Lightfoot llegó a Tawang e informó al monasterio que el distrito era ahora territorio indio. El gobierno tibetano protestó y su autoridad fue restaurada después de la breve estancia de Lightfoot. El distrito permaneció en manos tibetanas hasta 1951.

### Respuesta tibetana
Los registros británicos muestran que los tibetanos no aceptaron la nueva frontera indo-tibetana sin obtener la aceptación china de la Convención de Simla. Dado que los británicos no pudieron obtener la autorización china, Alastair Lamb afirma que los tibetanos consideraban inválida la línea McMahon.

### Disputas chino-indias en 1950
A finales de la década de 1950, la línea McMahon se convirtió en una fuente de tensión entre China e India. China apoya su argumento en el hecho de que el Tíbet nunca fue un Estado independiente y, por lo tanto, no pudo firmar un tratado para delinear la frontera internacional china. China e India lucharon en la guerra sino-india en 1962, que sin embargo preservó el status quo ante bellum. El periodista e historiador australiano Neville Maxwell sacó a la luz un informe sobre la guerra india que criticaba duramente a los niveles más altos del poder en la India en ese momento por seguir una estrategia defectuosa de provocar a China sin los medios para manejar una reacción violenta. El llamado Informe Henderson Brooks-Bhagat fue una revisión operativa de la debacle militar de India encargada por Nueva Delhi que Maxwell logró obtener. Compilado por el teniente general Henderson Brooks y el brigadier Premindra Singh Bhagat en 1963, el gobierno indio lo ha mantenido en secreto a pesar de los repetidos llamamientos para que sea desclasificado. Años más tarde, el área, entonces conocida como la Agencia de la Frontera del Noreste, ganó la condición de estado indio como Arunachal Pradesh.

### Cambio de política británica en 2008
Hasta 2008, la posición del gobierno británico siguió siendo la misma: China tenía soberanía sobre el Tíbet, pero no una soberanía total. Era el único país que aún mantenía esta opinión. David Miliband, Secretario de Estado de Asuntos Exteriores británico, describió la vieja posición como un anacronismo que se originó en la geopolítica de principios del siglo XX. Gran Bretaña revisó esta opinión el 29 de octubre de 2008, cuando reconoció la soberanía china sobre el Tíbet mediante la publicación de una declaración en su sitio web. The Economist declaró que, aunque el sitio web del Ministerio de Relaciones Exteriores británico no usa la palabra soberanía, los funcionarios del Ministerio de Relaciones Exteriores dijeron que "significa que, en lo que respecta a Gran Bretaña, 'Tíbet es parte de China. Punto'".
El gobierno británico ve sus nuevas posiciones como una actualización de su posición, mientras que otros lo han visto como un cambio importante en la posición británica. El tibetólogo Robert Barnett cree que la decisión tiene implicaciones más amplias. El reclamo de la India sobre una parte de sus territorios del noreste, por ejemplo, se basa en gran medida en los mismos acuerdos (notas intercambiadas durante la convención de Simla de 1914, que estableció la frontera entre la India y el Tíbet) que los británicos parecen haber simplemente descartado. Se ha especulado que el cambio de Gran Bretaña se hizo a cambio de que China hiciera mayores contribuciones al Fondo Monetario Internacional.

## Mapas

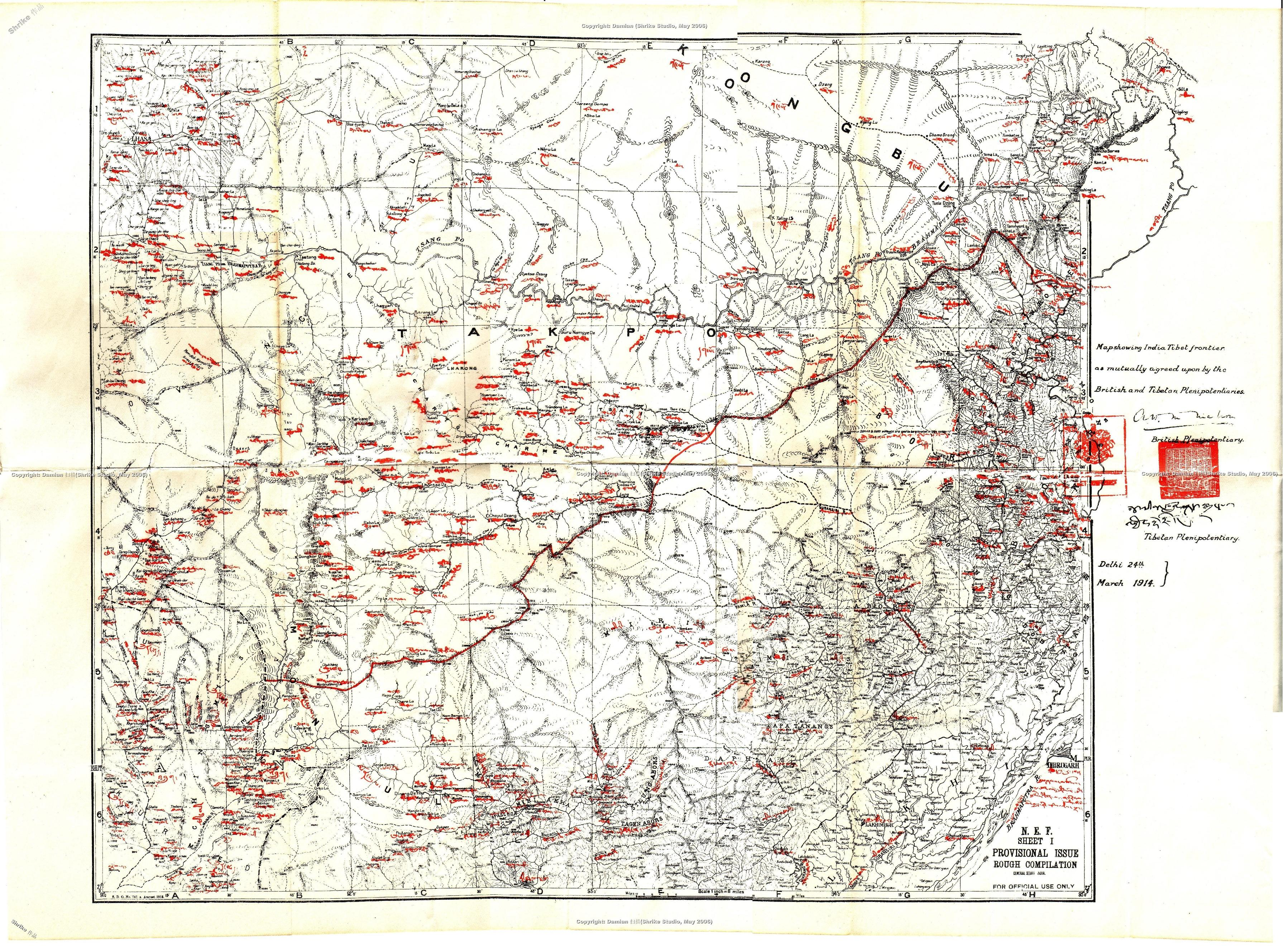
Mapa1: la línea McMahon en el Acuerdo de Simla 1914.
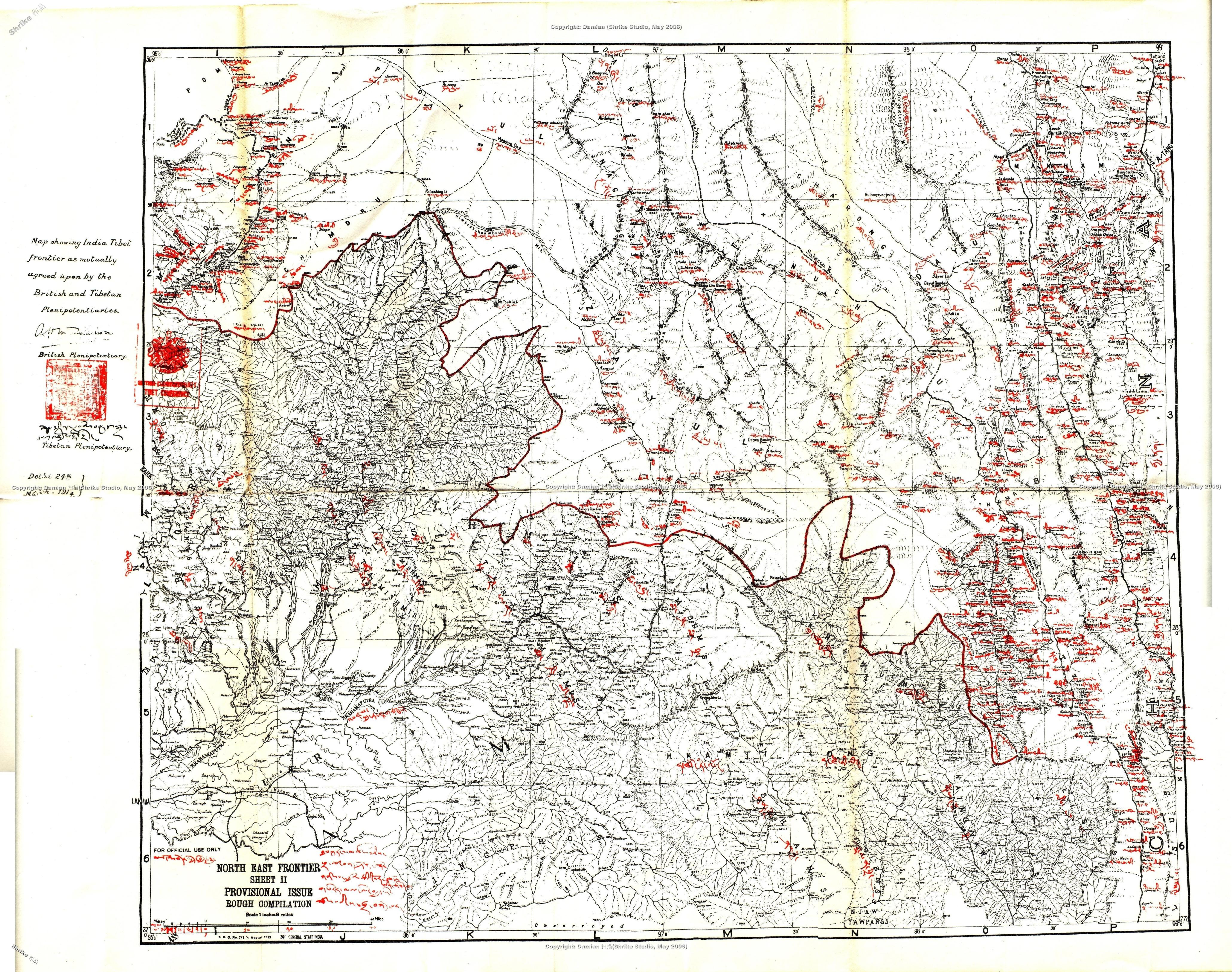
Mapa 2: la línea McMahon en el Acuerdo de Simla 1914.
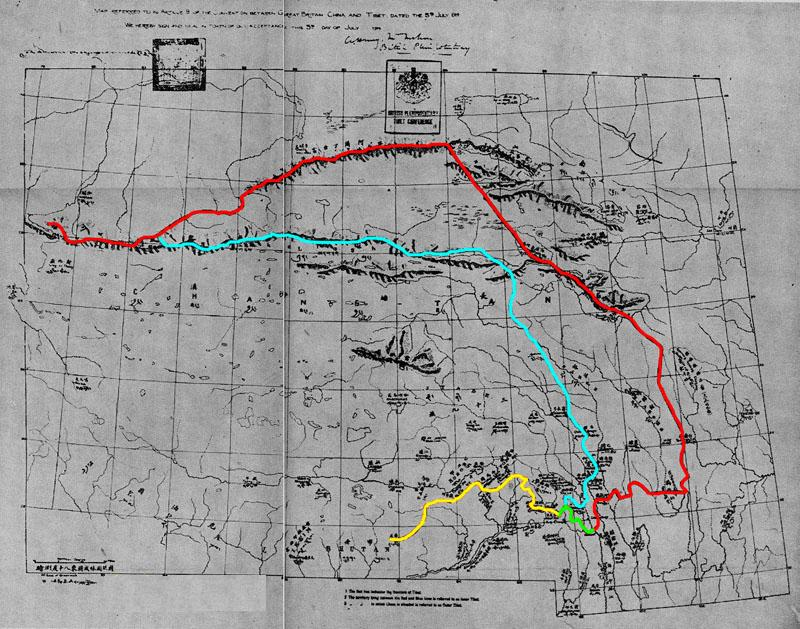
Acuerdo de Simla, tratado firmado en 1914, Mapa 1.
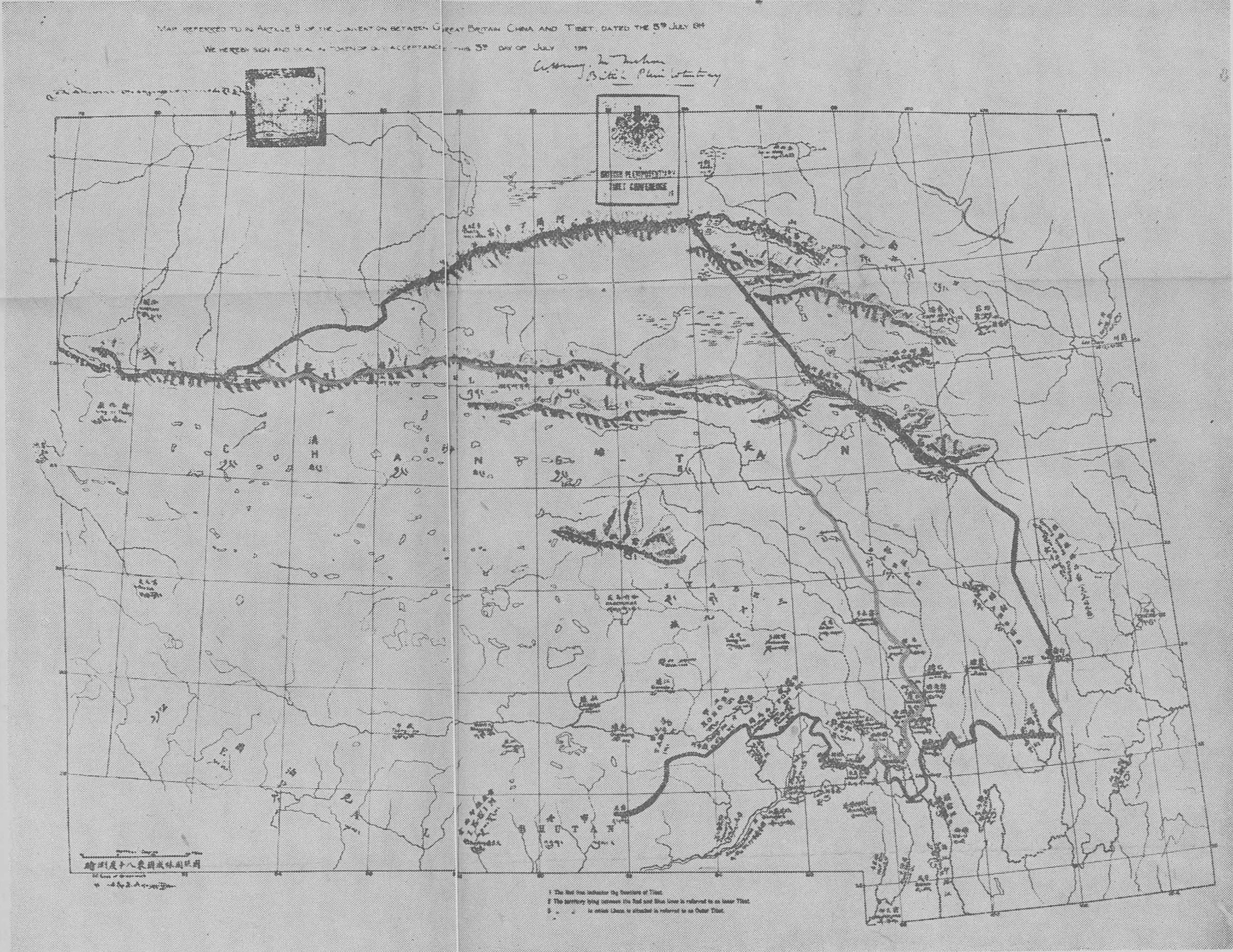
Acuerdo de Simla, tratado firmado en 1914, Mapa 2.